# 17305 Caniff
17305 Caniff è un asteroide della fascia principale. Scoperto nel 1960, presenta un'orbita caratterizzata da un semiasse maggiore pari a 4,0011727 au e da un'eccentricità di 0,1364500, inclinata di 6,68468° rispetto all'eclittica.
L'asteroide è dedicato al fumettista statunitense Milton Caniff.